# Дворак, Ласло
Ласло Дворак (венг. Dvorák László, р.24 ноября 1964) — венгерский борец вольного стиля, призёр чемпионатов Европы.

## Биография
Родился в 1964 году в Кёсеге. В 1987 году занял 12-е место на чемпионате мира. В 1988 году занял 13-е место на чемпионате Европы, а кроме того принял участие в Олимпийских играх в Сеуле, но наград там не завоевал. В 1989 году занял 9-е место на чемпионате Европы. В 1991 году занял 5-е место на чемпионате Европы, и 12-е — на чемпионате мира. В 1992 году стал серебряным призёром чемпионата Европы, а кроме того принял участие в Олимпийских играх в Барселоне, где занял 10-е место. В 1993 году занял 5-е место на чемпионате мира, и 7-е — на чемпионате Европы. В 1994 году занял 5-е место на чемпионате Европы. В 1995 году занял 4-е место на чемпионате мира, и 5-е — на чемпионате Европы. В 1996 году стал серебряным призёром чемпионата Европы, а кроме того принял участие в Олимпийских играх в Атланте, где занял 14-е место.